# Alan Young
Alan Young, född Angus Young den 19 november 1919 i North Shields i Tyne and Wear, död 19 maj 2016 i Woodland Hills i Kalifornien, var en brittisk-kanadensisk-amerikansk skådespelare. Han blev bland annat känd för rollen som motspelare till en talande häst i TV-serien Mister Ed.

## Biografi
Young föddes med namnet Angus Young i North Shields utanför Newcastle i norra England, men växte upp i Edinburgh i Skottland och i Kanada. Han började gilla radio som barn eftersom han var sängliggande på grund av en svår astma han hade. Alan Young blev sedan en programledare på Canadian Broadcasting Corporation. 1944 gjorde han ett språng i karriären till amerikansk radio med The Alan Young Show, NBCs ersättning för Eddie Cantor på sommaren. Efter att han flyttat till ABC två år senare gick han tillbaka till NBC.
1950 startade hans version av The Alan Young Show på TV. Efter att programmet avslutats hade Young några biroller i filmer som Tidmaskinen. Dock var hans deltagande i Mister Ed, som visades på CBS från 1961 till 1966, hans populäraste, då han spelade ägare till en talande häst, men den pratade endast till honom. Från och med Musse Piggs julsaga var han Joakim von Ankas engelska röst, i såväl TV-serien Duck Tales från 1980-talet som i andra produktioner och datorspel ända in på 2010-talet.